# Álvaro Santos
Álvaro Murcio Santos (født 30. januar 1980 i Brasilien) er en tidligere fodboldspiller fra Brasilien, der har spillet som angriber for en række europæiske klubber, herunder danske F.C. København.
Han blev juli 2023 assistenttræner for den danske fodboldklub FC Helsingør og blev oktober 2023 cheftræner, da den hidtidige træner Daniel Pedersen trådte tilbage   

## Karriere
Han påbegyndte sin professionelle karriere i den brasilianske klub América-MG, hvorfra han i 2000 blev hentet til svenske Helsingborgs IF. 
I 2003 skiftede han til F.C. København, hvor han i 2003/04-sæsonen vandt det danske mesterskab. Han skiftede til FC Sochaux den 1. august 2006. Han er siden hen blevet lejet ud til Racing club de Strasbourg, som også spiller i den bedste franske række. I februar 2009 blev angriberen fristillet af FC Sochaux efter dårlige resultater i fransk fodbold. Det gav Örgryte IS muligheden for at hente ham på en fri transfer, og altså dermed genforene FCK's tidligere angrebsduo Álvaro Santos og Marcus Allbäck.
Álvaro Santos var tilskuerfavorit i Helsingborg, en status han tog med til FC København, hvor han fik kælenavnet VFM (Verdens Flinkeste Mand) af brugerne på klubbens debatforum Sidelinien. Han spillede 119 kampe for FC København og scorede 50 mål, der i blandt et i debuten mod Glasgow Rangers. Han blev kåret til årets spillet i FCK i 2004 og scorede også "årets mål" i 2005 med et saksespark mod SønderjyskE.